# Brod nad Dyjí
Brod nad Dyjí (en allemand : Guldenfurt) est une commune du district de Břeclav, dans la région de Moravie-du-Sud, en République tchèque. Sa population s'élevait à 520 habitants en 2020.

## Géographie
Brod nad Dyjí est arrosé par la Dyje, qui forme un réservoir à la hauteur de la commune, à 29 km au nord-ouest de Břeclav, à 36 km au sud de Brno et à 203 km au sud-est de Prague.
La commune est limitée par Pasohlávky au nord, par Dolní Dunajovice à l'est, par Dobré Pole et Novosedly au sud, et par Drnholec à l'ouest.

## Histoire
La première mention écrite du village date de 1353. Pendant les guerres napoléoniennes, le village a été dévasté en 1809 puis occupé pendant seize mois.